# Transformada real de Mellin
Em matemática, a transformada real de Mellin é uma transformada integral derivada da transformada de Mellin, que apresenta a vantagem de evitar a necessidade de se trabalhar com números complexos no cálculo. A transformada de Mellin M(s) de uma função f(x) passa então a ser representada por um par de funções reais Mp e Mi (p e i designando as componentes par e ímpar, respectivamente, de M(s)) de duas variáveis reais independentes, σ e ω, que são a parte real e a parte imaginária da variável complexa s.

## Definição
A transformada real de Mellin Mp/Mi de uma função f(x) é definida pelas expressões
{\displaystyle M_{p}(\sigma ,\omega )\;=\;2\;\int _{-\infty }^{\infty }f(e^{-u})\cdot e^{-\sigma u}\cdot \cos(\omega u)\;du\;\;\;\;\;(1a)}
{\displaystyle M_{i}(\sigma ,\omega )\;=\;2\;\int _{-\infty }^{\infty }f(e^{-u})\cdot e^{-\sigma u}\cdot \sin(\omega u)\;du\;\;\;\;\;(1b)}
{\displaystyle s=\sigma \;+\;i\omega \;\;\;\;\;(1c)}

A transformada inversa é dada por
{\displaystyle f(e^{-x})\;=\;e^{\sigma x}\int _{0}^{\infty }\left[M_{p}(\sigma ,\omega )\cdot \cos(\omega x)\;+\;M_{i}(\sigma ,\omega )\cdot \sin(\omega x)\right]\;d\omega \;\;\;\;\;(2a)}